# 観音崎公園
観音崎公園（かんのんざきこうえん）は、神奈川県横須賀市の観音崎に位置する神奈川県立の都市公園（風致公園）。神奈川県下最大の公園である。
明治時代に砲台が設置されるなど軍の要塞として太平洋戦争が終結するまで使用され、長く一般の人の立ち入りが禁止されていたことから良い自然環境が残された。ただ、植生はクロマツに覆われていたが、昭和30年代の虫害のため一本も残っておらず、広葉樹に覆われた丘陵地帯となっている。

## 主な施設
園内は自然へのいざないゾーン、里山体感ゾーン、草原あそびゾーン、里海体感ゾーン、近代史体感ゾーン、文化とふれあうゾーンに分けられる。なお、位置的には公園内に横須賀美術館や観音崎自然博物館、たたら浜園地などあるが公園の管理区域外となっている（横須賀美術館は指定管理者を異にするほか、たたら浜園地はPark-PFIの事業地となっている）。
- 自然へのいざないゾーン
  - パークセンター（明治時代に建てられた火薬庫を改修した案内所）
  - 観音崎園地（指定エリア内ではバーベキューができる）
- 里山体感ゾーン
  - ふれあいの森
  - アスレチックの森（ローラーすべり台、船の複合遊具などの遊具がある）[4]
  - いこいの水辺
  - 森のロッジ
- 草原あそびゾーン
  - 花の広場
  - うみの子とりで（シーライナー、サンゴ礁ネット、ジェットスライダーなどの遊具がある）[4]
- 里海体感ゾーン
  - 展望園地（シップウォッチングができる）
  - 水の広場
- 近代史体感ゾーン
  - 観音埼灯台
  - 東京湾海上交通センターのレーダー塔（非公開）
  - 海岸園地
- 文化とふれあうゾーン
  - 三軒家園地

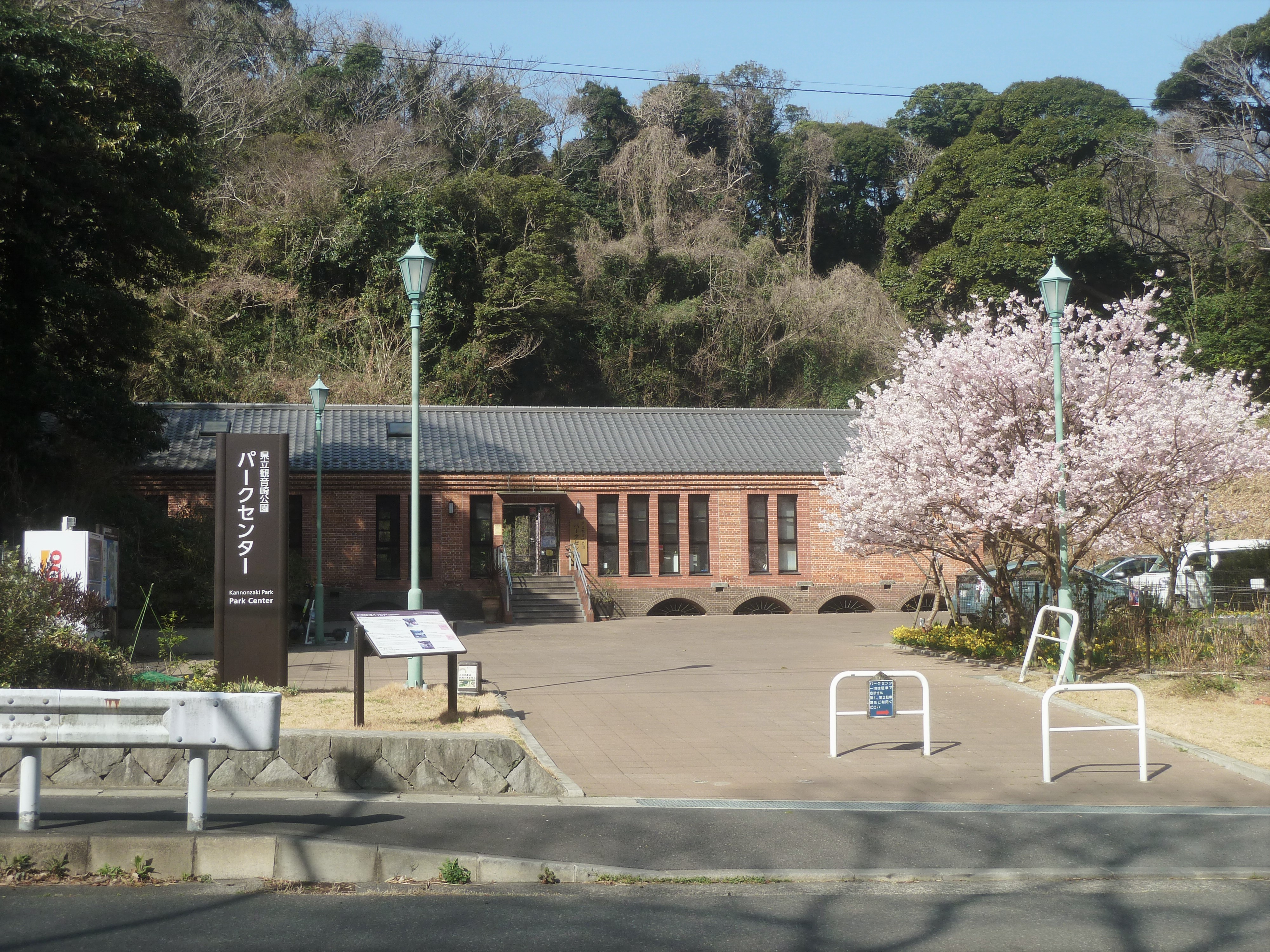
パークセンター
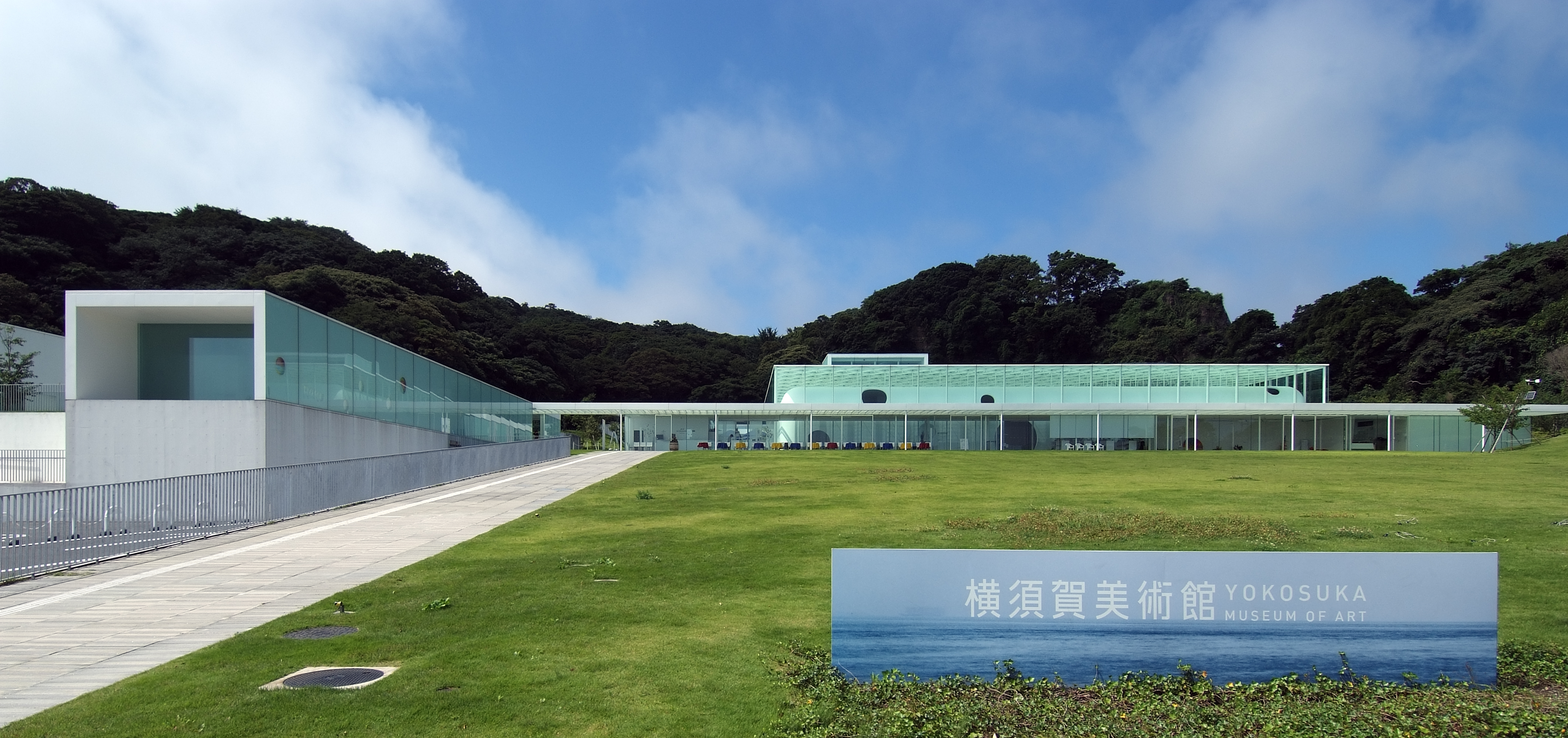
横須賀美術館とレストラン（前面）
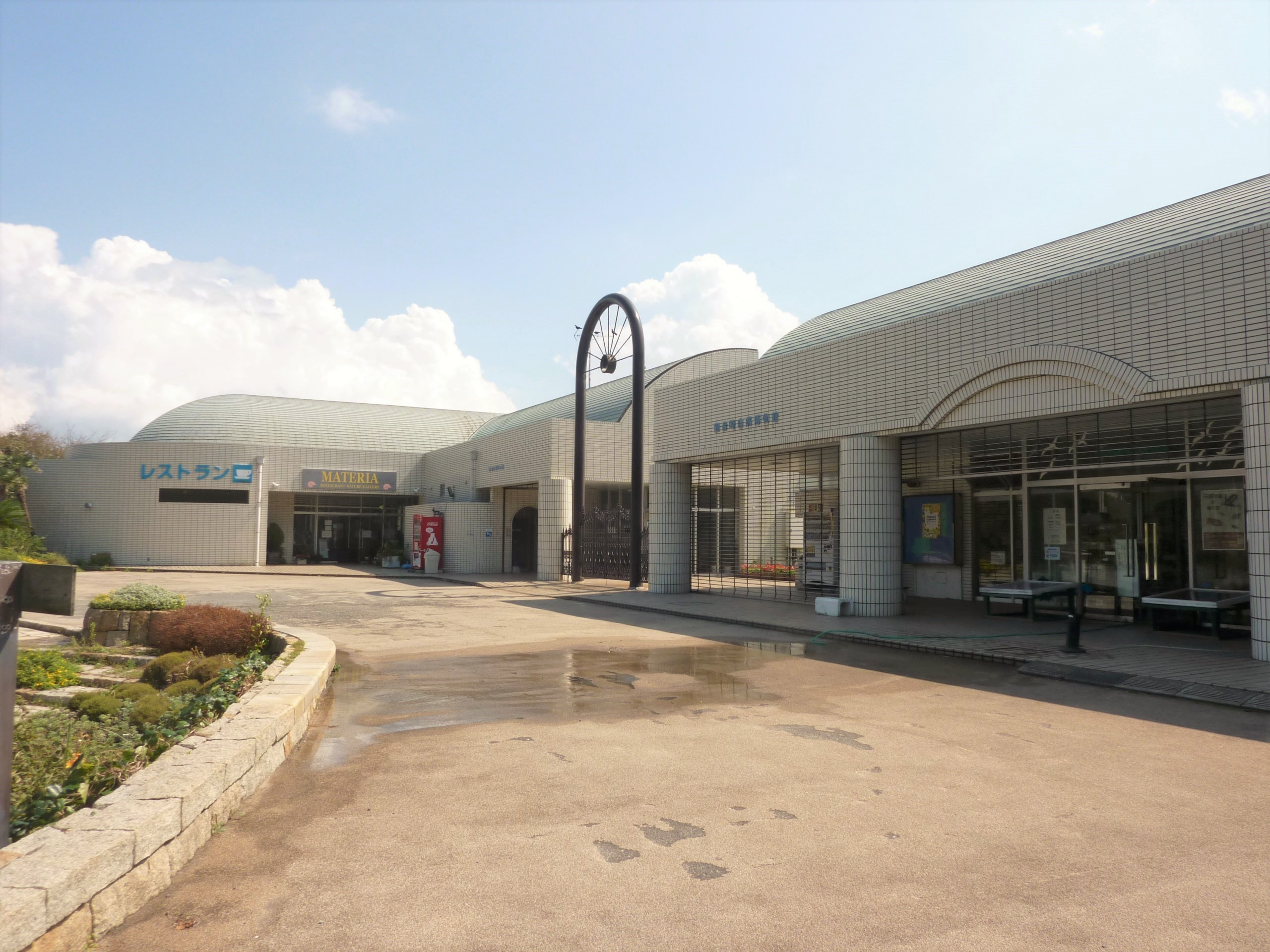
観音崎自然博物館
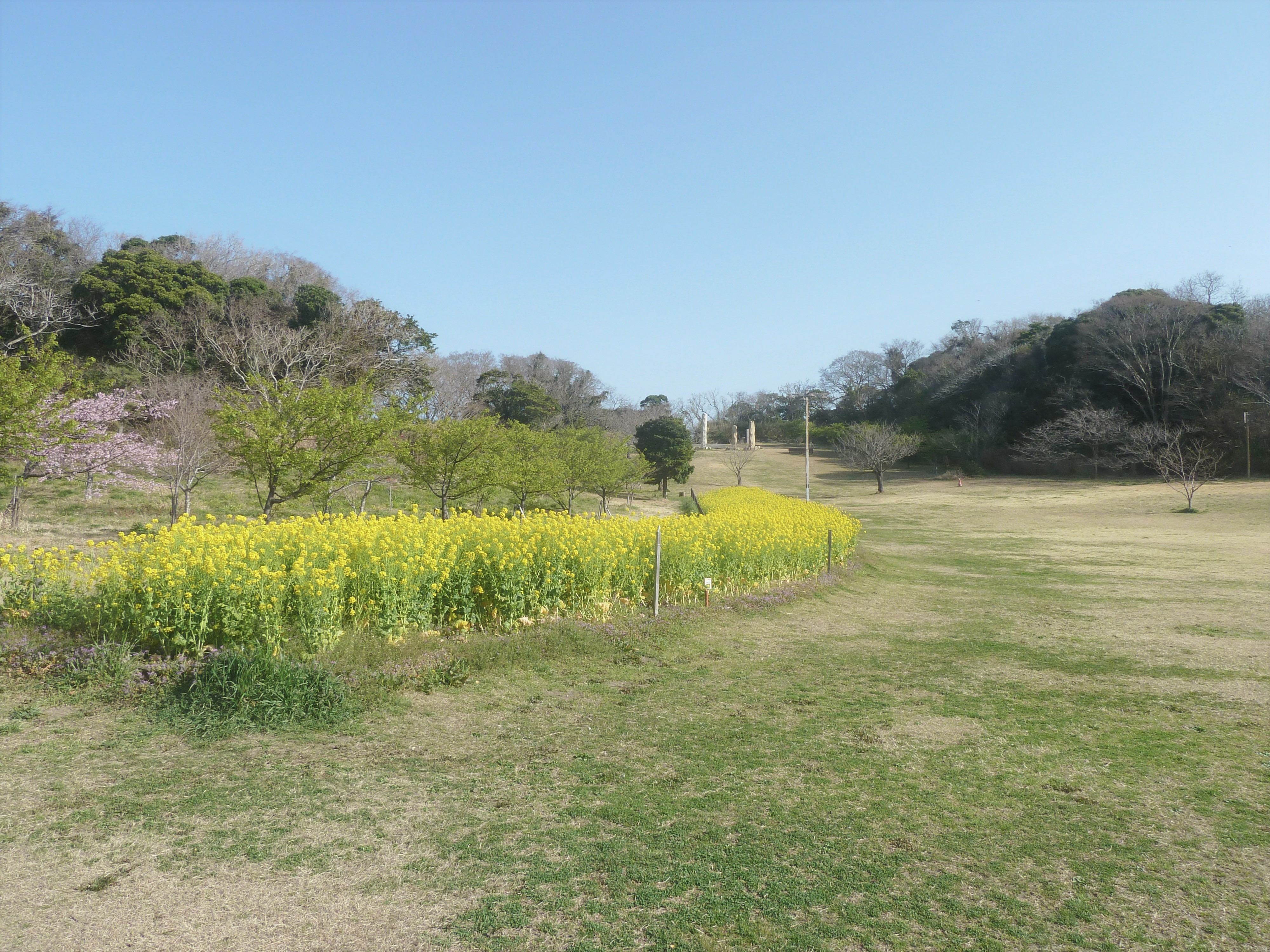
花の広場
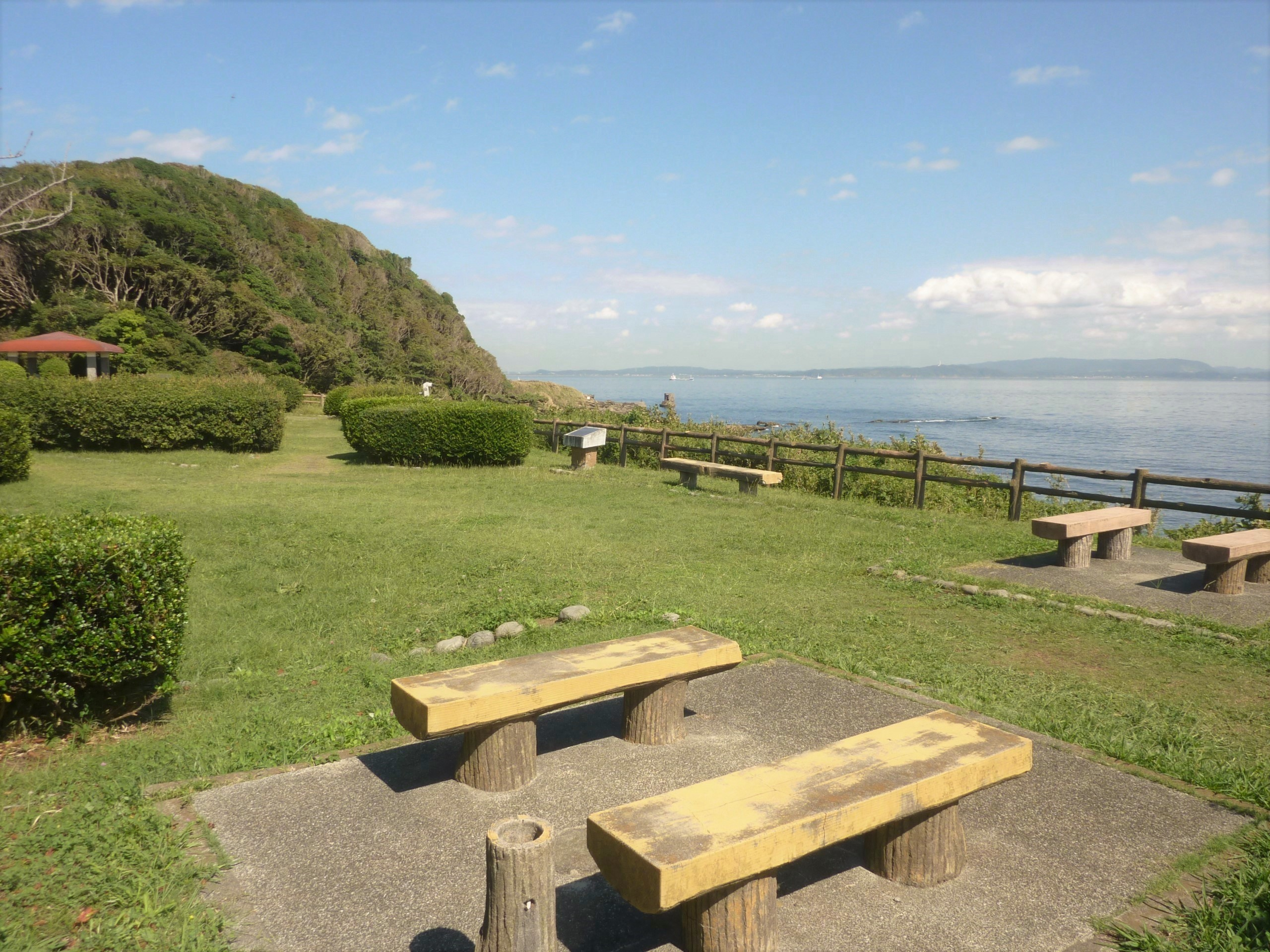
展望園地

## 戦没船員の碑
1971年、公益財団法人殉職船員顕彰会が同地に建立。第二次世界大戦で亡くなった約6万人の民間船員を悼むもの。天皇は、2019年までに8回、慰霊のため碑を訪れている。設計は吉村順三と益子義弘が碑の造形と場所、中島健が造園・植栽、温品鳳治が碑の構造設計、竹中工務店が施工を担当した。